# Chopping Mall
Chopping Mall es una película de ciencia ficción y terror estadounidense estrenada originalmente el 21 de marzo de 1986 con el título Killbots.
Cuando se estrenó por primera vez, no tuvo éxito. Después de un tiempo fue reestrenada como Chopping Mall, y consiguió una mejor recepción. La película trata acerca de unos robots de seguridad que toman el control de un centro comercial y asesinan a los empleados adolescentes.
La película fue dirigida por Jim Wynorski y escrita por Jim Wynorski y Steve Mitchell. Fue filmada principalmente en la Galería Sherman Oaks, con algunas tomas en set. Es protagonizada por Kelli Maroney (quien aparecía en Night of the Comet y en la serial diurna Ryan's Hope) y Tony O'Dell (de la serie de televisión Head of the class). Fue producida por el cineasta Roger Corman y su esposa Julie. Paul Bartel y Mary Woronov hacen un cameo de sus personajes en Eating Raoul, Paul y Mary Bland.
Hay al menos dos versiones diferentes de la película. En la edición de televisión tiene algunas secuencias extras, incluyendo un pequeño homenaje a Attack of the Crab Monsters. Este es uno de esos raros casos en que la edición para la televisión tiene más unos segundos de secuencias no mostradas en la versión para el cine. Estas secuencias comprenden largas escenas de Ferdy y Allison mirando televisión, algunas tomas aéreas y una extensión de una ulterior escena de Ferdy y Allison juntos. Esta versión no está disponible para su compra en alguna fuente oficial.

## Argumento
El centro comercial Park Plaza ha instalado un moderno sistema de seguridad de última generación, que incluye a tres robots de alta tecnología.
Cuatro jóvenes deciden tener la más salvaje noche de fiesta de sus vidas. Se quedan luego de la hora de cierre del centro comercial de fiesta, bebiendo y teniendo relaciones sexuales. Esa noche falla el sistema de seguridad debido a que varios rayos caen sobre el computador de seguridad. Los robots se convierten en asesinos, arrasando el centro comercial y matando a los empleados. Como forma de alivio cómico, los robots dicen "que tengas un buen día" luego de cada asesinato.

## Reparto
| Actor            | Personaje      |
| ---------------- | -------------- |
| Kelli Maroney    | Alison Parks   |
| Tony O'Dell      | Ferdy Meisel   |
| John Terlesky    | Mike Brennan   |
| Russell Todd     | Rick Stanton   |
| Karrie Emerson   | Linda Stanton  |
| Barbara Crampton | Suzie Lynn     |
| Suzee Slater     | Leslie Todd    |
| Nick Segal       | Greg Williams  |
| Mary Woronov     | Mary Bland     |
| Paul Bartel      | Paul Bland     |
| Dick Miller      | Walter Paisley |